# Haruka Kitaguchi
Haruka Kitaguchi, född 16 mars 1998 i Asahikawa, är en japansk idrottare som tävlar i spjutkastning.
Kitaguchi rankas i augusti 2023 som världsbäst. Hon vann vid Världsmästerskapen i friidrott 2023 i Budapest och har en bronsmedalj från Världsmästerskapen 2022. Dessutom vann hon fyra tävlingar under Diamond League. Kitaguchi deltog vid olympiska sommarspelen 2020 och kom på 12:e platsen. Hennes personbästa är 67,38 m från 2023. I OS Paris 2024 vann hon guld med 65,80 m.
Haruka förstår och talar förutom engelska även tjeckiska då hon tränat i Tjeckien.